# San Lucas (gmina)
San Lucas – gmina (municipio) w południowym Hondurasie, w departamencie El Paraíso. W 2010 roku zamieszkana była przez ok. 7,9 tys. mieszkańców. Siedzibą administracyjną jest miejscowość San Lucas.

## Położenie
Gmina położona jest w zachodniej części departamentu. Graniczy z 7 gminami:
- Oropolí i Guinope od północy,
- San Antonio de Flores od wschodu,
- Vado Ancho i Texiguat od południa,
- Yauyupe i Maraita.

## Miejscowości
Według Narodowego Instytutu Statystycznego Hondurasu na terenie gminy położone były następujące miasteczka i wsie:
- San Lucas
- Apalípi
- Candelaria
- Junacatal
- La Montañita
- Los Quebrachos
- Mactuca
- Navijupe
- Surule
- Tapahuasca